# Serhij Krawtschuk
Serhij Wolodymyrowytsch Krawtschuk (ukrainisch Сергій Володимирович Кравчук; * 3. Juni 1964 in Kiew, Ukrainische SSR) ist ein ehemaliger sowjetischer Degenfechter.

## Erfolge
Serhij Krawtschuk wurde 1987 in Lausanne und 1991 in Budapest mit der Mannschaft Weltmeister. Mit ihr hatte er bereits 1985 in Barcelona Bronze und 1986 in Sofia Silber gewonnen. Bei den Olympischen Spielen 1992 in Barcelona gehörte er zur Delegation des Vereinten Teams, mit dessen Mannschaft er das Halbfinale erreichte. Dort unterlag die Equipe des Vereinten Teams Deutschland mit 7:8. Das anschließende Gefecht um Rang drei wurde gegen Frankreich nach 8:8-Unentschieden aufgrund der besseren Trefferbilanz gewonnen, sodass Krawtschuk gemeinsam mit Pawel Kolobkow, Sergei Kostarew, Andrei Schuwalow und Waleri Sacharewitsch die Bronzemedaille erhielt. Die Einzelkonkurrenz schloss er auf dem zwölften Rang ab.